# بيتر يانغ
بيتر يانغ (بالصينية: 楊群) (و. 1935 – م) هو ممثل، وممثل أفلام، ولد في هاربين.

## جوائز
حصل على جوائز منها:
- جائزة الحصان الذهبي لأفضل ممثل رئيسي [الإنجليزية]‏، عن عمل: الفرار [الإنجليزية]‏ (1973)[5]
- جائزة الحصان الذهبي لأفضل ممثل رئيسي [الإنجليزية]‏، عن عمل: عاصفة فوق نهر يانغتسي ‏ (1969).[6]

## وصلات خارجية
- بيتر يانغ على موقع IMDb (الإنجليزية)
- بيتر يانغ على موقع ميوزك برينز (الإنجليزية)
- بيتر يانغ على موقع قاعدة بيانات الفيلم (الإنجليزية)
- بيتر يانغ على موقع كينوبويسك (الروسية)
- بيتر يانغ على موقع كينوبويسك (الروسية)